# Paruroctonus pecos
Espèce
Paruroctonus pecos est une espèce de scorpions de la famille des Vaejovidae.

## Distribution
Cette espèce est endémique des États-Unis. Elle se rencontre au Nouveau-Mexique dans les comtés d'Eddy et de Chaves et au Texas dans le comté de Crockett.

## Description
Le mâle holotype mesure 34,44 mm et la femelle paratype 34,81 mm. Paruroctonus pecos mesure de 30 à 40 mm.

## Étymologie
Son nom d'espèce lui a été donné en référence au lieu de sa découverte, le Pecos.

## Publication originale
- Sissom & Francke, 1981 : « Scorpions of the genus Paruroctonus from New Mexico and Texas (Scorpiones, Vaejovidae). » The Journal of Arachnology, vol. 9, no 1, p. 93-108 (texte intégral).